# Střední průmyslová škola chemická Pardubice
Střední průmyslová škola chemická Pardubice (SPŠCH Pardubice) byla založena v únoru 1946 na popud chemických společností.[kdo?] Nejprve fungovala jako dvouletá a poté jako čtyřletá škola a v roce 1953 se konaly první maturitní zkoušky. Do roku 1953 byla chemická průmyslovka pod jedním ředitelstvím se Školou potravinářské technologie a po tomto roce se škola osamostatnila.

## Bez vlastní budovy
Protože škola neměla vlastní budovu, byly třídy rozmístěny v různých budovách po městě. Z těchto důvodů chtělo tehdejší Ministerstvo školství chemickou průmyslovku zrušit. To však vyvolalo mezi veřejností vlnu nevole.

## Rok 1960
Přes řadu komplikací byly nakonec v červnu 1960 škole přiděleny potřebné prostory v budově bývalého Okresního národního výboru v ulici Na Třísle. Po nutné rekonstrukci byla 1. září 1960 zahájena výuka. Nejprve bylo v nové školní budově zřízeno 11 učeben, laboratoř fyzikální chemie, kabinety fyziky, chemie a technologie, knihovna a tři administrativní místnosti. Souběžně s průmyslovou školou sídlila v budově Na Třísle také dvě učiliště a teprve po jejich odstěhování začátkem 90. let získala SPŠCH pro výuku celou budovu.

## Stěhování
V ulici Na Třísle byla chemická průmyslovka dlouhých 51 let. V létě 2011 však došlo k přestěhování do Poděbradské ulice do sousedství chemicko-technologické fakulty Univerzity Pardubice. Škola se nyní nachází v zrekonstruovaných a moderních budovách. Největší změnu prošla budova laboratoří, které pokrývají rostoucí zájem o studii chemických oborů a splňují tak požadavky na kvalitní vyučování. Dále byla postavena hasičská věž a atletický ovál, laserová střelnice.

## Nové obory
Po prvním školním roce v nové budově začala SPŠCH nabízet mimo jiné i obory Požární ochrana, Bezpečnostně právní činnost, Kosmetické služby a Kadeřník. Poslední dva jmenované obory byly ke Střední průmyslové škole chemické přiřazeny na základě optimalizace středoškolského vzdělávání v Pardubickém kraji. V roce 2016 přibyl obor Chemik operátor v kombinované formě a dvouletý nástavbový obor Vlasová kosmetika. Díky tomuto nárůstu oborů se stala SPŠCH druhou největší průmyslovou školou v ČR.